# Поляна (Жиздринський район)
Поляна (рос. Поляна) — присілок в Жиздринському районі Калузької області Російської Федерації.
Населення становить 22 особи. Входить до складу муніципального утворення Присілок Младенськ.

## Історія
Від 2004 року входить до складу муніципального утворення Присілок Младенськ

## Населення
| 2002 | 2010 |
| ---- | ---- |
| 27   | ↘22  |